# Don Alden Adams

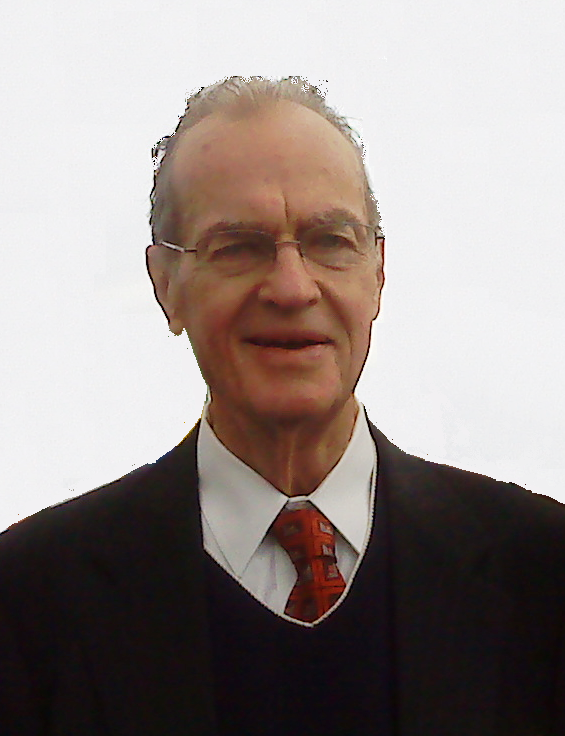
Don Alden Adams 2009.

Don Alden Adams, född 16 januari 1925 i Oak Park, Illinois, död 30 december 2019, var mellan 2000 och 2014 president för Watch Tower Bible and Tract Society of Pennsylvania, som är Jehovas Vittnens centrala organisation. Han efterträddes 2014 av Robert Ciranko(en).